# توسا، سیسیل
توسا، سیسیل (به ایتالیایی: Tusa, Sicily) یک شهرداری در ایتالیا است که در استان مسینا واقع شده‌است.

## خصوصیات
توسا ۴۱٫۰ کیلومترمربع مساحت و ۳٬۲۴۸ نفر جمعیت دارد و ۶۱۴ متر بالاتر از سطح دریا واقع شده‌است.